# Alessandro Cordaro
Alessandro Cordaro (La Louvière, 2 maggio 1986) è un calciatore belga, centrocampista del Mons.

## Carriera

### Club
Alessandro Cordaro esordisce nel calcio professionista con il Mons nel 2002 e  raggiunge nel 2006 la Jupiler Pro League, la massima serie belga.
Il 1º aprile 2009 passa al  R. Charleroi S.C. firmando un contratto per 3 anni.
Il 16 maggio 2011 firma con il K.V. Mechelen un contratto di 3 anni.
Dal 2015 al 2018 ha giocato con lo Zulte Waregem.

### Nazionale
Ha giocato nella nazionale belga Under-21.

## Palmarès

### Club

#### Competizioni nazionali
- Tweede klasse: 1

Mons: 2005-2006
- Coupe de Belgique: 1

Zulte Waregem: 2016-2017